# Lukas T. Sperber
Lukas T. Sperber (* 2. Dezember 1995 in Hamburg) ist ein deutscher Schauspieler und Synchronsprecher.

## Leben
Lukas T. Sperber, der Sohn der Schauspielerin und Synchronsprecherin Traudel Sperber, wuchs in Hamburg auf. Als Kind und Jugendlicher stand er bereits in verschiedenen Theaterproduktionen auf der Bühne. Er spielte an den Hamburger Kammerspielen (u. a. in Warten auf Godot, Regie: Michael Bogdanov, 2007), am Ernst Deutsch Theater in Hamburg (in Der Fall Winslow, Regie: Volker Lechtenbrink, 2008), auf Kampnagel (in Han Gan und das Wunderpferd von Chen Jianghong, Regie: Dorothée de Place, 2008) und am Schauspielhaus Hamburg (als Moritz Stiefel in Frühlings Erwachen, Regie: Daniel Wahl, 2010).
Von Herbst 2014 bis 2018 absolvierte er seine Schauspielausbildung an der Hochschule für Schauspielkunst „Ernst Busch“ in Berlin. Sein Schauspielstudium beendete er dort im Frühjahr 2018. Zu seinen Lehrern gehören u. a. Iris Böhm, Veit Schubert, Nora Leschkowitz, Dimitrij Schaad, Alexander Simon und Anika Mauer. 2016 gastierte er im Rahmen seines Studiums am Deutschen Theater Berlin (Chor in Marat/Sade, Regie: Stefan Pucher). In der Spielzeit 2016/17 trat er an der Berliner Schaubühne als St. Just in Dantons Tod (Regie: Peter Kleinert) in einer Produktion der Ernst-Busch-Hochschule auf. 2017 gastierte er beim Theater an der Parkaue als Heinrich Kramer in Corpus Delicti von Juli Zeh. Nach seinem Schauspielstudium engagierte ihn Claus Peymann 2018 für die Rolle des Edgar in König Lear am Schauspiel Stuttgart. Weitere Theater-Engagements am Theater Freiburg folgten, u. a. in dem Zwei-Personen-Stück Ballyturk (Regie: Bastian Kabuth), sowie in Ophelias Schwester, einer Performance von Uwe Mengel.
Sperber wirkte auch in mehreren Film- und Fernsehproduktionen mit. Sein Fernsehdebüt hatte er mit der durchgehenden Seriennebenrolle des Finn in den drei Staffeln der Comedyserie Sturmfrei (2011–2013). Als Jugendlicher Sven (genannt „Svenilein“) Paulsen spielte er an der Seite von Irene Rindje (als seine Mutter) und Jürgen Prochnow (als Richter Blessing) eine Nebenrolle in dem Fernsehfilm Die Kinder meiner Tochter (Erstausstrahlung: Mai 2013). In der dreiteiligen ARD-Filmreihe Eltern allein zu Haus (Regie: Josh Broecker, Erstausstrahlung 2017) spielte er, neben Ann-Kathrin Kramer, Harald Krassnitzer, Anton Rubtsov und Patrick Mölleken, den Philip Schröder, einen der drei Söhne des Ehepaars Schröder, das sich nach dem Auszug der Kinder neu „sortieren“ muss.
In der ZDF-Krimiserie SOKO München (2017) war in einer Episodenhauptrolle als Adoptivsohn eines Münchner Architekten, der an der unerwiderten Liebe seines leiblichen Vaters scheitert, zu sehen. In der 11. Staffel der ZDF-Serie SOKO Stuttgart (2019) übernahm er eine der Episodenhauptrollen als tatverdächtiger, zurückgelassener Sohn einer getrennt lebenden Couchsurferin. In der 6. Staffel der TV-Serie In aller Freundschaft – Die jungen Ärzte (2020) hatte Sperber eine der Episodenhauptrollen als angehender Astrophysikstudent, der aus Sicherheitsgründen alles in seinem Leben kontrollieren will.
In der 15. Staffel der ZDF-Serie Notruf Hafenkante (2021) übernahm er eine der Episodenrollen als tatverdächtiger Umweltaktivist Per Zander. 2021 übernahm Sperber eine Ensemble-Hauptrolle in der RTL+-Serie Faking Hitler, in der er u. a. an der Seite von Lars Eidinger, Moritz Bleibtreu und Daniel Donskoy zu sehen ist.
In der 9. Staffel der ZDF-Serie Bettys Diagnose (2022) war Sperber als „alter“ Schulfreund des Assistenzarztes Dr. Paul Eckart (Florian Frowein) zu sehen. In der 26. Staffel der ZDF-Serie SOKO Leipzig (2024) übernahm er eine Episodenhauptrolle als tatverdächtiger Freund eines getöteten Beauty-Models.
Sperber arbeitet außerdem als Synchronsprecher. Er lebt in Berlin.

## Filmografie (Auswahl)
- 2011–2013: Sturmfrei (Fernsehserie; Seriennebenrolle)
- 2013: Die Kinder meiner Tochter (Fernsehfilm)
- 2015: Der Nanny (Kinofilm)
- 2017: Eltern allein zu Haus: Die Schröders (Fernsehreihe)
- 2017: SOKO München: Heiliger St. Martin (Fernsehserie, Episodenhauptrolle)
- 2019: SOKO Stuttgart: Couchsurfing (Fernsehserie, Episodenhauptrolle)
- 2020: In aller Freundschaft – Die jungen Ärzte: Rette mich (Fernsehserie, Episodenhauptrolle)
- 2021: Notruf Hafenkante: Das Tor zur Welt (Fernsehserie, Episodennebenrolle)
- 2021: Blutige Anfänger: Durchbohrt (Fernsehserie, Episodennebenrolle)
- 2021: SOKO Köln: Schwarzer Tag (Fernsehserie, Episodennebenrolle)
- 2021: Faking Hitler (Fernsehserie)
- 2022: Bettys Diagnose: Alles auf Anfang (Fernsehserie, Episodenhauptrolle)
- 2023: SOKO Stuttgart: Die Frau am Fenster (Fernsehserie, Episodennebenrolle)
- 2024: SOKO Leipzig: Unter die Haut (Fernsehserie, Episodenhauptrolle)

## Hörspiele
- 2019: Die Europäer von Henry James, MDR
- 2025: Forever Club – Mystery-Hörspiel-Podcast von Jette Volland, WDR[15]